# Šćedro
Šćedro (italsky Torcola) je malý neobydlený ostrov v Jaderském moři. Je součástí Chorvatska a leží v Splitsko-dalmatské župě, jižně od ostrova Hvar, od kterého je oddělen Šćederským průlivem, naproti letoviskům Gromin Dolac, Ivan Dolac a Zavala, a severně od ostrova Korčula, od kterého je oddělen Korčulským průlivem. Ostrov není trvale obydlen, je pouze v létě navštěvován turisty. Nejvyšším vrcholem ostrova je kopec Velika glava (112 m), druhým vrcholem na Šćedru je Bičac (77 m).
Okolo ostrova se nachází mnoho malých zátok, jako jsou Luka Lovišće, Mostir, Stari stani, Smokov dolac, Pribečica, Nova pošta, Grebak, Smokova uvala, Borova uvala, Portoruša, Garma, Kosmati bok, Podstan, Tulitani bok, Spilski dolac, Šumatovica, Igrališća, Zapodanak, Mala Perna, Perna, Tufera, Maslinica, Sotovi bok, Podjapljenica a Rasohatica. U zátok Luka Lovišće a Mostir se nachází několik restaurací, apartmánů a dva malé přístavy, z nichž větší je u Luky Lovišće.
Dříve byl ostrov Šćedro obydlený, nacházely se zde vesničky Nastane, Lovišće, Srida, Rake a Mostir. Nyní jsou všechny tyto vesničky opuštěné a nejsou již samostatnými sídly, ale staly se částmi vesnice Zavala na Hvaru. Dnes je ostrov Šćedro chráněn jako přírodní rezervace.